# Чанни, Элоиза
Элоиза Чанни (итал. Eloisa Cianni, 21 июня 1932, Рим — 27 января 2022) — итальянская актриса
 1950-х годов.

## Биография
Настоящее имя Алоиза Штукин (Aloisa Stukin), по польской фамилии отчима. В 1952 году победила на конкурсе Мисс Италия в Мерано, в 1953 году одержала победу на Мисс Европа в Стамбуле. После этого, благодаря красоте, получила роль в фильме режиссёра Джанни Франчолини «Villa Borghese ».
До конца десятилетия продолжала работать в кино, появляясь в эпизодах, когда на небольшую роль требовалась красивая девушка.
Отказалась от продолжения кинокарьеры, когда ей ещё не было и тридцати лет.

## Фильмография
- Villa Borghese, Джанни Франчолини (1953)
- Peppino e la vecchia signora, Пьеро Баллерини (1954)
- Racconti romani, Джанни Франчолини (1955)
- Знак Венеры / Il segno di Venere, Дино Ризи (1955)
- La porta dei sogni, Анджело Д’Алессандро (1955)
- Processo all’amore, Энцо Либерти (1955)
- Sangue di zingara, Мария Басалья (1956)
- Accadde di notte, Джан Паоло Каллегари (1956)
- Ho amato una diva, Луиджи де Марки (1957)
- Amore a prima vista, Франко Росси (1958)
- Adorabili e bugiarde, Нунцио Маласомма (1958)
- Amore e guai, Анджело Дориго (1958)
- Sergente d’ispezione, Роберто Саварезе (1958)
- Il pirata dello sparviero nero, Серджо Греко (1959)
- Le magnifiche 7, Марино Джиролами (1961)